# Рейналь, Давид
Дави́д Рейна́ль (фр. David Raynal; 26 июля 1840, Париж — 28 января 1903, Париж) — французский политический деятель, министр внутренних дел (1893—1894).
Избранный в 1879 году в Палату депутатов от Жиронды, он примкнул к республиканской левой и был сторонником Гамбетты. В министерстве Гамбетты он был министром общественных работ; с тем же портфелем он вступил во второе министерство Ферри; был министром внутренних дел в кабинете Казимир-Перье 1893—94 годов.
Подобно значительному большинству бывших гамбеттистов, Рейналь около середины 1880-х годов постепенно отказался от радикальных пунктов прежней своей программы и был одним из горячих защитников почти всех оппортунистических министерств. В 1895 году против Рейналя было возбуждено в Палате депутатов обвинение в получении взятки при заключении крайне невыгодных для государства конвенций с железнодорожными компаниями, в бытность его министром общественных работ в 1883 году. Была назначена парламентская комиссия, которая признала Рейналя невиновным; резолюция в таком же духе была принята в самой Палате депутатов (1896), после горячих дебатов, во время которых Пеллетан и другие радикалы доказывали преступность Рейналя.
В 1897 году стал сенатором от Жиронды.